# L'Amour (film, 1972)
Pour les articles homonymes, voir Amour (homonymie).
Pour plus de détails, voir Fiche technique et Distribution.
L'Amour (Andy Warhol's L'Amour) est une comédie expérimentale américaine réalisée par Andy Warhol et Paul Morrissey et sortie en 1972.
Le film a été tourné en septembre 1970 à Paris, avec Patti D'Arbanville, Karl Lagerfeld ou Max Delys. Les paroles du thème d'ouverture ont été écrites par Skylar et chantées par Cass Elliot de The Mamas and the Papas. L'intégralité du film est considérée comme perdue.

## Synopsis
Donna et Jane sont deux hippies américaines qui se rendent à Paris à la recherche de sexe et de romance, mais surtout à la recherche de riches maris. Donna finit par rencontrer un industriel du parfum nommé Michael, qui veut l'épouser à une condition : qu'elle accepte de partager avec lui l'amitié particulière qu'il entretient avec Max, un gigolo local.

## Fiche technique
- Titre original anglais : Andy Warhol's L'Amour ou L'Amour[3]
- Titre français : L'Amour[4]
- Réalisation : Andy Warhol, Paul Morrissey
- Scénario : Andy Warhol, Paul Morrissey
- Photographie : Jed Johnson
- Montage : Jed Johnson, Lana Jokel
- Musique : Ben Weisman
- Société de production : Altura Films International
- Pays de production :  États-Unis
- Langue originale : anglais américain
- Format : couleurs par Eastmancolor - Son mono - 35 mm
- Durée : 90 minutes
- Genre : drame expérimental
- Dates de sortie :
  - États-Unis : 20 mars 1972 (USA Film Festival) ; 10 mai 1973 (New York)
  - France : 6 mars 1974

## Distribution
- Donna Jordan : Donna
- Jane Forth : Jane
- Michael Sklar : Michael
- Max Delys : Max
- Patti D'Arbanville : Patti
- Karl Lagerfeld : Karl
- Coral Labrie : Coral
- Peter Greenlaw : Peter
- Corey Tippin : Corey

## Accueil
Comédie farfelue se voulant kitsch et racoleuse, le film a été rejeté par les critiques, accusé d'être trop timide pour rivaliser avec la comédie noire Pink Flamingos (1972) de John Waters sortie la même année.